# Settimia Caccini
Settimia Caccini, född 1591, död 1638, var en italiensk kompositör.
Hon var professionell konsertsångerska och en av de första kvinnor i Italien som hade en karriär som sångare. Hon skrev och utgav också sina egna kompositioner. 